# Muzeum Pożarnictwa w Kraśniku
Wojewódzka Izba Tradycji Pożarniczych w Kraśniku (Muzeum Św. Floriana) – placówka wystawiennicza (nie posiadająca rangi muzeum) położona w Kraśniku. Placówka mieści się w budynku Komendy Powiatowej Państwowej Straży Pożarnej w Kraśniku.
Muzeum powstało w 1978 roku i początkowo działało w pomieszczeniach Ochotniczej Straży Pożarnej w Kazimierzu Dolnym. W 1992 roku zbiory zostały przeniesione do Kraśnika. 
Na zbiory muzeum składają się eksponaty związane z pożarnictwem: wozy strażackie, sprzęt strażacki (m.in. motopompy, sikawki, gaśnice), umundurowanie, stroje bojowe i ochronne, sztandary, zdjęcia oraz dokumenty. Ponadto znajdują się tu dwie wystawy kolekcjonerskie: zbiór przedmiotów napędzanych korbą Szczepana Ignaczyńskiego (ok. 300 eksponatów) oraz wystawa poświęcona osobie Jana Pawła II (m.in. numizmaty, karty telefoniczne i pocztowe, medale, znaczki pocztowe, pamiątki).
Zwiedzanie muzeum jest możliwe od poniedziałku do piątku po uprzednim uzgodnieniu.